# Lynchia sensilis
Lynchia sensilis är en tvåvingeart som beskrevs av Maa 1969. Lynchia sensilis ingår i släktet Lynchia och familjen lusflugor. Inga underarter finns listade i Catalogue of Life.